# 美濃加茂市西体育館
美濃加茂市西体育館（みのかもしにしたいいくかん）は、岐阜県美濃加茂市にある体育館である。
現在の建物は2代目である。

## 概要
- スポーツ施設、コミュニティ施設、避難所の機能を持つ施設である。
- 初代の西体育館は1957年（昭和32年）3月開館[1]。老朽化及び耐震性不足のため建て替えられることになり、2代目の西体育館は2018年（平成30年）12月竣工。同年12月22日に完成記念式典と内覧会が行われ、2019年（平成31年）1月4日から供用が開始された[2]。

## 施設概要
1階
- アリーナ

広さは584.48㎡
- ミーティングルーム　（1・2）
- 和室

2階
- 柔道場

広さは293.19㎡

## 利用案内
- 所在地：岐阜県美濃加茂市西町3丁目232番地
- 開館時間：8:00 - 22:00
- 休館日：年末年始（12月29日～1月3日）

## 交通アクセス

### 公共交通機関
- あい愛バスあまちの森・しょうよう線「西体育館」バス停より徒歩すぐ
- 長良川鉄道前平公園駅下車、徒歩約15分

### 自動車
- 国道21号（国道248号重複区間）「西町5丁目」交差点を南下。

## 周辺施設
- 太田西公園
- 美濃加茂市立西中学校
- 岐阜健康管理センター